# Centro de Arbitragem e Mediação da Câmara de Comércio Brasil-Canadá
O Centro de Arbitragem e Mediação da Câmara de Comércio Brasil-Canadá (CAM-CCBC) é a instituição brasileira pioneira na administração dos métodos adequados de resolução de disputas (Alternative Dispute Resolutions – ADRs).
Desde sua fundação, em 1979, administrou mais de 1000 procedimentos de arbitragem e mais de 50 procedimentos de mediação. É o único centro do país que possui certificação de qualidade ISO 9001, que atesta a qualidade do serviço de administração de procedimentos arbitrais.
O CAM-CCBC é hoje considerado uma das oito Câmaras mais estimadas pelo público internacional. Atualmente, a Presidência e Direção do CAM-CCBC são compostas pela presidente Dra. Eleonora Coelho, Secretária Geral Dra. Patrícia Kobayashi e Secretária Geral Adjunta Dra. Luíza Kömel.

## Histórico
Fundado em 26 de julho 1979 por um grupo de advogados e professores de Direito, inicialmente como Comissão de Arbitragem da CCBC, o Centro antecipou-se à regulamentação da atividade no Brasil. Quando a legislação veio, no ano de 1996, com a promulgação da Lei de Arbitragem (Lei nº 9.307/96), o CAM-CCBC se destaca na cena nacional, por já estar estruturado para oferecer serviços de referência e por estar alinhado às melhores práticas internacionais no campo dos ADRs.
Em 2001 a Lei de Arbitragem teve sua constitucionalidade decretada pelo Supremo Tribunal Federal. Desde então, com a segurança jurídica conquistada, o uso de arbitragem nos mais diversos tipos de contratos vêm crescendo consideravelmente a cada ano, sempre tendo o CAM-CCBC na liderança entre as instituições brasileiras que administram os procedimentos.
Posteriormente, mais tipos de métodos alternativos de resolução de disputas vieram a ser regulamentados, como a mediação, com a promulgação da Lei de Mediação (Lei 13.140/15), que também foram adicionados ao rol de serviços do CAM-CCBC.
Estudos internacionais apontam o Brasil entre os principais países ou territórios com maior número de partes envolvidas em arbitragens, atrás apenas dos Estados Unidos e França. No mesmo sentido, São Paulo é hoje um grande centro de administração de arbitragem e outros métodos de resolução de disputas, contexto no qual se insere o Centro.

## Resolução de disputas
O CAM-CCBC oferece o serviço de administração de diversos tipos de procedimentos para resolução alternativa de disputas. Todos são alternativos ao sistema judiciário, brasileiro ou estrangeiro, e são reconhecidos no Brasil – e na grande maioria dos outros países – como equivalentes a ele.
Os procedimentos têm como base a autonomia da vontade das partes, as quais precisam estipular expressamente que desejam utilizar o método, seja no momento de uma disputa ou na assinatura do contrato.
O CAM-CCBC administra procedimentos de: arbitragem, mediação, comitê de prevenção e resolução de disputas (dispute boards), atua como autoridade nomeadora e soluciona conflitos entre titulares de nomes de domínio no Brasil.

## Arbitragem
A arbitragem é um método de resolução de conflitos, no qual as partes definem que “uma pessoa ou uma entidade privada irá solucionar a controvérsia apresentada pelas partes, sem a participação do Poder Judiciário”[carece de fontes?].
O CAM-CCBC possui certificação ISO para administração desses procedimentos, é instituição pioneira no país em administrá-los e está entre os Centros mais reconhecidos mundialmente, garantindo celeridade, confidencialidade, flexibilidade no procedimento, economicidade, entre outros.
O CAM-CCBC possui lista de árbitros com profissionais expertos em diversos temas, código de ética para orientação de seus árbitros, tabela de despesas determinando de antemão todos os valores a serem cobrados no procedimento e regulamento completo. O CAM-CCBC também administra procedimentos que utilizem as Regras de Arbitragem da UNCITRAL, tipicamente utilizadas em procedimentos ad hoc

## Mediação
A mediação é um método de resolução de conflitos, no qual “um terceiro imparcial (mediador) assistindo e conduzindo duas ou mais partes negociantes a identificarem os pontos de conflito e, posteriormente, desenvolverem de forma mútua propostas que ponham fim ao conflito”[carece de fontes?].
O sigilo é regra nas mediações administradas pelo CAM-CCBC, sendo vedada a divulgação de qualquer informação sem a prévia autorização mútua das partes. Isso constitui uma vantagem fundamental no contexto corporativo, no qual as empresas não podem ser expostas a fim de preservar suas relações de negócios.
Adicionalmente, essa mediação institucional se utiliza do método não adversarial, por meio do qual qualquer parte pode buscar a solução amigável de conflitos relacionados à interpretação ou execução de determinado contrato, em conformidade com o Regulamento de Mediação do CAM-CCBC.
O CAM-CCBC também oferece tabela de despesas, código de ética para mediadores e lista de mediadores, trazendo mais segurança e previsibilidade ao procedimento.

## Registro de domínio
Os chamados nomes de domínio são a designação que tem por objetivo identificar e localizar computadores na internet. Trata-se de palavras ou frases de fácil memorização, que substituem as longas expressões numéricas que indicam o endereço do website.
O Comitê de Controvérsias sobre Registro de Domínio (CCRD) do CAM-CCBC dispõe de um conjunto de regras, devidamente aprovadas pelo NIC.br, para solucionar eventuais conflitos entre titulares de nomes de domínio no Brasil (ou seja, terminados em “.br”) e qualquer outra parte que conteste a legitimidade do registro da denominação.
O CCRD é formado por pessoas especializadas, com formação jurídica, e as controvérsias são decididas por um Órgão de Decisão, composto por três integrantes do Comitê, escolhidos pelas partes litigantes. A partir de um prazo de 15 dias após a decisão ser comunicada, o NIC.br irá implementá-la.
O CAM-CCBC também dispõe de tabela de despesas para esse procedimento.

## Comitê de Prevenção e Solução de Disputas
O Comitê é um mecanismo de solução de controvérsias que busca resolver conflitos na área corporativa, pelo qual um comitê, composto por um ou mais profissionais independentes, acompanha de forma periódica o andamento do contrato.
O CAM-CCBC possui regulamento próprio e tabela de despesas para o uso do comitê.

## Autoridade Nomeadora
O Presidente do CAM-CCBC possui competência para atuar como autoridade nomeadora mediante solicitação das partes interessadas, sendo assim responsável pela indicação dos árbitros em procedimentos de arbitragem e mediação ad hoc, além de dispute boards.
A autoridade nomeadora pode ser uma instituição arbitral, um órgão judicial, comercial ou profissional, ou outra entidade neutra. As partes devem selecionar uma organização ou um título (por exemplo, o presidente de uma instituição arbitral, o juiz presidente de um tribunal estatal, ou o presidente de uma entidade comercial ou profissional), e não um indivíduo (uma vez que ele pode ser incapaz de atuar quando chamado a fazê-lo). As partes também devem se certificar de que a autoridade selecionada concordará em desempenhar essas funções, se e quando chamada a fazê-lo.

## Secretaria
A Secretaria do CAM-CCBC é composta por secretários(as) executivos(as) e secretários(as) executivos(as) adjuntos(as). Os secretários são advogados, apresentam experiência em métodos alternativos de resolução de disputas, especialização nos temas e são capacitados a atender também em idiomas como inglês, espanhol, francês e alemão.
Cada secretaria acompanha em média quarenta procedimentos, certificando-se da qualidade do atendimento, do sigilo, da boa comunicação entre partes, tribunal e CAM-CCBC, de forma a promover a eficiência no procedimento arbitral.

## Iniciativas acadêmicas
O CAM-CCBC, além de suas atividades comerciais, busca desenvolver o estudo e o uso prático dos métodos alternativos de resolução de disputas em São Paulo, no Brasil e internacionalmente.
Para tanto, organiza competições acadêmicas no país e fora, organiza e apoia diversos eventos sobre temas relativos à sua atividade, patrocina equipes brasileiras em competições acadêmicas, oferece bolsas de estudo, contribui para diversas pesquisas nacionais e internacionais e para publicações de livros e artigos.

## Representatividade feminina
O Centro, por meio da Resolução Administrativa 30/2018, assumiu compromisso em favor da igualdade de representação de gênero na Arbitragem, alinhado a práticas internacionais.
Para tanto, comprometeu-se a, sempre que possível, adotar as seguintes medidas:
- Os painéis de eventos apoiados e patrocinados pelo CAM-CCBC incluirão representação de pelo menos 30% de mulheres como palestrantes, expositoras ou debatedoras, sob pena de retirada do apoio ou patrocínio.
- Os eventos acadêmicos organizados pelo CAM-CCBC incluirão representação de pelo menos 30% de mulheres como palestrantes, expositoras ou debatedoras, devendo a Secretaria Geral garantir a devida representação.
- As comissões, criadas conforme disposto no artigo 2.7 do Regulamento, incluirão representação de pelo menos 30% de mulheres.
- As indicações de árbitros, nos termos dos artigos 2.6, alínea ‘g’, 4.12 e 5.4 do Regulamento, realizadas pelo Presidente do CAM-CCBC, considerarão representação de pelo menos 30% de candidatas mulheres.
- O Conselho Consultivo e a Direção do CAM-CCBC realizarão processos de eleição de homens e mulheres apartados, garantindo o aumento – nos próximos dois anos – da representatividade de mulheres a pelo menos 30% dos integrantes da lista de árbitros do CAM-CCBC.
- O CAM-CCBC apoiará, sempre que possível, iniciativas relacionadas ao apoio, mentoria e encorajamento de mulheres a perseguirem a atuação como árbitra e na carreira arbitral em geral.